# Futebol na Suécia
O Futebol é o esporte mais popular da Suécia. Responde por uns 40% de todas as atividades desportivas no país, e é secundado em menor escala pelo hóquei no gelo e pelo esqui.
Existem 2 902 clubes de futebol, envolvendo 1 426 027 participantes, como jogadores, dirigente, árbitros, etc… (2023).
A infraestrutura apresenta 5 428 campos e estádios de futebol. Tem como arenas nacionais a  Strawberry Arena (antes conhecida como Friends Arena) para o futebol masculino e a Gamla Ullevi para o futebol feminino. 

## História

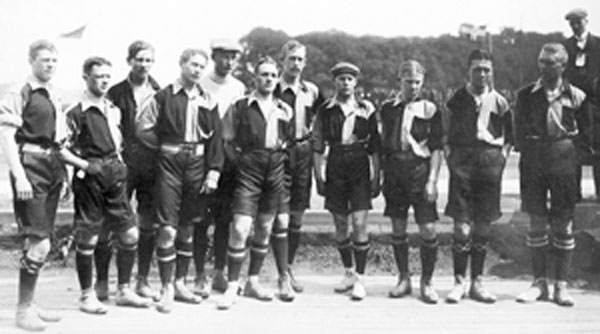
O primeiro time da Seleção Sueca de Futebol em 1908.

O futebol, juntamente com outros esportes organizados, chegou à Suécia na década de 1870 e foi praticado principalmente por clubes de ginástica que praticavam a maior parte dos esportes da época. Inglaterra e Escócia foram as principais fontes de inspiração, e não é de se estranhar que o futebol ganhou popularidade rapidamente, com o primeiro acordo de regras estabelecido em 1885 pelos clubes ativos em Gotemburgo, Estocolmo e Visby. A primeira partida entre clubes foi disputada em 1890 e o primeiro jogo com regras modernas foi realizado dois anos depois, em 1892.
A primeira associação para administrar um torneio nacional de futebol na Suécia foi a Svenska Idrottsförbundet, fundada 1895 em Gotemburgo, a cidade que, na época, dominava o futebol no país. A associação organizou o Svenska Mästerskapet em 1896, vencida pelo Örgryte IS. O torneio foi disputado até 1925, quando o primeiro campeonato nacional, Allsvenskan, foi iniciado.
O futebol tem crescido desde então e há atualmente cerca de 3.300 clubes com 32.700 equipes e um milhão de membros, dos quais cerca de meio milhão são jogadores ativos.

## Organização
A Associação Sueca de Futebol (em sueco:  Svenska Fotbollförbundet; SvFF), fundada em 1904, é o órgão que dirige e controla o futebol na Suécia, comandando as competições nacionais (entre outros o Campeonato Sueco de Futebol e a Copa da Suécia) e as seleções nacionais masculino e feminino. A sede deste órgão está localizada na capital Estocolmo.

### Sistema das ligas
| Grau | Liga                                                                             | Liga                                                                             | Liga                                                                             | Liga                                                                             | Liga                                                                             | Liga                                                                             | Liga                                                                             | Liga                                                                             | Liga                                                                             | Liga                                                                             | Liga                                                                             | Liga                                                                             |
| ---- | -------------------------------------------------------------------------------- | -------------------------------------------------------------------------------- | -------------------------------------------------------------------------------- | -------------------------------------------------------------------------------- | -------------------------------------------------------------------------------- | -------------------------------------------------------------------------------- | -------------------------------------------------------------------------------- | -------------------------------------------------------------------------------- | -------------------------------------------------------------------------------- | -------------------------------------------------------------------------------- | -------------------------------------------------------------------------------- | -------------------------------------------------------------------------------- |
| 1    | Campeonato Sueco de Futebol (Allsvenskan) 16 clubes                              | Campeonato Sueco de Futebol (Allsvenskan) 16 clubes                              | Campeonato Sueco de Futebol (Allsvenskan) 16 clubes                              | Campeonato Sueco de Futebol (Allsvenskan) 16 clubes                              | Campeonato Sueco de Futebol (Allsvenskan) 16 clubes                              | Campeonato Sueco de Futebol (Allsvenskan) 16 clubes                              | Campeonato Sueco de Futebol (Allsvenskan) 16 clubes                              | Campeonato Sueco de Futebol (Allsvenskan) 16 clubes                              | Campeonato Sueco de Futebol (Allsvenskan) 16 clubes                              | Campeonato Sueco de Futebol (Allsvenskan) 16 clubes                              | Campeonato Sueco de Futebol (Allsvenskan) 16 clubes                              | Campeonato Sueco de Futebol (Allsvenskan) 16 clubes                              |
| 2    | Segunda Divisão Sueca de Futebol (Superettan) 16 clubes                          | Segunda Divisão Sueca de Futebol (Superettan) 16 clubes                          | Segunda Divisão Sueca de Futebol (Superettan) 16 clubes                          | Segunda Divisão Sueca de Futebol (Superettan) 16 clubes                          | Segunda Divisão Sueca de Futebol (Superettan) 16 clubes                          | Segunda Divisão Sueca de Futebol (Superettan) 16 clubes                          | Segunda Divisão Sueca de Futebol (Superettan) 16 clubes                          | Segunda Divisão Sueca de Futebol (Superettan) 16 clubes                          | Segunda Divisão Sueca de Futebol (Superettan) 16 clubes                          | Segunda Divisão Sueca de Futebol (Superettan) 16 clubes                          | Segunda Divisão Sueca de Futebol (Superettan) 16 clubes                          | Segunda Divisão Sueca de Futebol (Superettan) 16 clubes                          |
| 3    | Division 1 Norra 14 clubes                                                       | Division 1 Norra 14 clubes                                                       | Division 1 Norra 14 clubes                                                       | Division 1 Norra 14 clubes                                                       | Division 1 Norra 14 clubes                                                       | Division 1 Norra 14 clubes                                                       | Division 1 Södra 14 clubes                                                       | Division 1 Södra 14 clubes                                                       | Division 1 Södra 14 clubes                                                       | Division 1 Södra 14 clubes                                                       | Division 1 Södra 14 clubes                                                       | Division 1 Södra 14 clubes                                                       |
| 4    | Division 2 Norrland 12 clubes                                                    | Division 2 Norrland 12 clubes                                                    | Division 2 Norra Svealand 12 clubes                                              | Division 2 Norra Svealand 12 clubes                                              | Division 2 Östra Svealand 12 clubes                                              | Division 2 Östra Svealand 12 clubes                                              | Division 2 Mellersta Götaland 12 clubes                                          | Division 2 Mellersta Götaland 12 clubes                                          | Division 2 Västra Götaland 12 clubes                                             | Division 2 Västra Götaland 12 clubes                                             | Division 2 Södra Götaland 12 clubes                                              | Division 2 Södra Götaland 12 clubes                                              |
| 5    | Division 3 Norra Norrland 12 clubes                                              | Division 3 Mellersta Norrland 12 clubes                                          | Division 3 Södra Norrland 12 clubes                                              | Division 3 Norra Svealand 12 clubes                                              | Division 3 Östra Svealand 12 clubes                                              | Division 3 Västra Svealand 12 clubes                                             | Division 3 Nordöstra Götaland 12 clubes                                          | Division 3 Mellersta Götaland 12 clubes                                          | Division 3 Nordvästra Götaland 12 clubes                                         | Division 3 Sydvästra Götaland 12 clubes                                          | Division 3 Sydöstra Götaland 12 clubes                                           | Division 3 Södra Götaland 12 clubes                                              |
| 6–10 | A partir da Division 4 a organização das ligas é feita por associações regionais | A partir da Division 4 a organização das ligas é feita por associações regionais | A partir da Division 4 a organização das ligas é feita por associações regionais | A partir da Division 4 a organização das ligas é feita por associações regionais | A partir da Division 4 a organização das ligas é feita por associações regionais | A partir da Division 4 a organização das ligas é feita por associações regionais | A partir da Division 4 a organização das ligas é feita por associações regionais | A partir da Division 4 a organização das ligas é feita por associações regionais | A partir da Division 4 a organização das ligas é feita por associações regionais | A partir da Division 4 a organização das ligas é feita por associações regionais | A partir da Division 4 a organização das ligas é feita por associações regionais | A partir da Division 4 a organização das ligas é feita por associações regionais |

Válido a partir de 2008